# 北九州マラソン
北九州マラソン（きたきゅうしゅうマラソン、Kitakyushu Marathon）は、福岡県北九州市の市制50周年を記念して2014年から、毎年2月に開催される市民参加型マラソン大会。

## 概要
2013年2月10日に発足50周年を迎えた北九州市は、市制50周年記念事業として様々な行事を約1年間にわたり展開し、一連の行事の最後を飾るものとして企画された。
当初は1回限りの予定であったが、総計で約1万人の出場枠に2倍以上の応募者があったことなどで、「続けてほしい」という声も多かったことから、大会委員長の北橋健治市長（当時）は、大会終了後に継続開催に向けた検討を行うよう関係部署に指示し、2015年以降も継続されている。当初は2月上旬の開催であったが、気候的に寒すぎたため参加者からの要望を受けて、第3回以降は熊本城マラソンと同じ日に開催するようになっている。2021年・22年は新型コロナウイルス感染拡大状況を踏まえ中止となった。
フルマラソンの定員は1万人に設定され、その2割は北九州市民優先枠と位置づけられた。ハーフマラソンと駅伝を組み合わせたペアリレーマラソンが100組200人、3km又は5km（どちらを走るかは当日選択可能）を走るファンランが1,000人、それぞれ枠設定された。
日本陸上競技連盟に公認されたマラソンコースには当初若松区をコースに加えることも検討されたものの、交通動脈である若戸トンネルや若戸大橋を長時間封鎖することで市民生活や経済活動に影響が出る懸念があったため断念した。代わりとして、ニューイヤー駅伝の九州予選である毎日駅伝が、2016年から若松区内回遊コースに変更されている。
フルマラソン・ペアリレーマラソンは9時スタートで、制限時間は6時間。ファンランはマラソンゴールとなる国際会議場前を発着場所とし、10時スタートで制限時間45分。
マラソンの運営は、毎日新聞西部本社とRKB毎日放送が中心的な役割を担う。

## 大会運営
- 主催：北九州市・一般財団法人福岡陸上競技協会
- 主管：北九州マラソン実行委員会
- 企画・運営：RKB毎日放送、毎日新聞社、にしけい、ALSOK福岡
- 運営協力：一般財団法人北九州市陸上競技協会

## コース
- フルマラソン： 北九州市役所前（スタート） → 八幡製鐵所東田第一高炉跡 → スペースワールド → 小倉北区東港（折り返し） → 西日本総合展示場 → 門司赤煉瓦プレイス → 門司港ロータリー → 門司港岸壁（折り返し） → 北九州国際会議場前（ゴール）
  - フルマラソンは世界陸上ロンドン大会代表選考プログラムに基づくIAAF公認コース（2016-17年期間）[2][注 3]。
- ペアリレーマラソン：フルマラソンと同じコースで、西日本総合展示場（スタートより20.1km）で中継
- ファンラン5km： 北九州国際会議場（スタート） → 延命寺臨海公園（折り返し） → 北九州国際会議場（ゴール）
- ファンラン3km： 5kmのコースのを途中で折り返し

## 優勝者
| 回数 | 開催日        | 男子の部   | 男子の部       | 男子の部      | 女子の部                 | 女子の部                     | 女子の部      |
| 回数 | 開催日        | 氏名       | 所属           | 記録          | 氏名                     | 所属                         | 記録          |
| ---- | ------------- | ---------- | -------------- | ------------- | ------------------------ | ---------------------------- | ------------- |
| 1    | 2014年2月9日  | 立石慎士   | 安川電機       | 2時間17分42秒 | 矢野由佳                 | キヤノンアスリートクラブ九州 | 2時間31分02秒 |
| 2    | 2015年2月8日  | 山中孝一郎 | 東京陸協       | 2時間29分41秒 | 俵千香                   | 福岡陸協                     | 2時間51分11秒 |
| 3    | 2016年2月21日 | 真壁剛     | 黒崎播磨       | 2時間23分04秒 | 柿本未来                 |                              | 2時間49分20秒 |
| 4    | 2017年2月19日 | 塚本秀志   | 黒崎播磨       | 2時間22分31秒 | 今田麻里絵               | SMS-AC                       | 2時間38分51秒 |
| 5    | 2018年2月18日 | 川内優輝   | 埼玉県庁       | 2時間11分46秒 | リンダー・ジャンタチット | タイ                         | 2時間49分56秒 |
| 6    | 2019年2月17日 | 塚本秀志   | 福岡陸協       | 2時間20分36秒 | 森野麻美                 | クロスブレイス               | 2時間49分51秒 |
| 7    | 2020年2月16日 | 黒木文太   | 安川電機       | 2時間22分21秒 | 矢野栞理                 | キヤノンアスリートクラブ九州 | 2時間41分47秒 |
| 8    | 2023年2月19日 | 澁川裕二   | 前橋市陸協     | 2時間21分25秒 | 山下真央                 | キヤノンアスリートクラブ九州 | 2時間48分26秒 |
| 9    | 2024年2月19日 | 北島寿典   | 希望が丘高職員 | 2時間15分36秒 | 板井加奈                 | 宮崎銀行                     | 2時間45分19秒 |

## 運営結果
|                                         | フルマラソン           | ペアリレーマラソン | ファンラン | 合計                    | 沿道応援人数 |
| --------------------------------------- | ---------------------- | ------------------ | ---------- | ----------------------- | ------------ |
| 3                                       | 8,790 (90.1%) / 9,757  | 220 (97.3%) / 226  | 1,087      | 10,097 (91.2%) / 11,070 | 24万人       |
| 4                                       | 9,434 (89.5%) / 10,537 | 312 (97.5%) / 320  | 1,077      | 10,823 (90.7%) / 11,934 |              |
| 完走者 (%) / 出走者 ※ファンランは受付数 |                        |                    |            |                         |              |

## テレビ中継
RKB毎日放送にて生中継。第1回は午後の12:58 - 15:24に放送、第2回からは午前の部も加わり10:30 - 11:30と12:57 - 14:24の放送。また第1回より午後の部はBS-TBSで同時放送。